# Spruga
Spruga (in dialetto ticinese La Sprüga) è una frazione del comune svizzero di Onsernone, nel Canton Ticino (distretto di Locarno). La Spruga è un antico villaggio alpino di carattere retico, rimasto intatto nel tempo a tal punto di essere ritenuto uno dei più graziosi villaggi di montagna della Svizzera.

## Lingue e dialetti
A la Spruga la popolazione locale detti "Sprüghin"" parla il pan-ticinese di sopraceneri, una varietà "lombarda", molto influenzata da termini germanici. Particolare anche la "r" moscia dei suoi abitanti, una netta palatizzazione di carattere germanico.